# Lianshan (Huludao)
Der Stadtbezirk Lianshan (连山区,  Liánshān Qū) ist ein Stadtbezirk der bezirksfreien Stadt Huludao in der chinesischen Provinz Liaoning. Er hat eine Fläche von 1.173 km² und zählt 468.110 Einwohner (Stand: Zensus 2020).

## Administrative Gliederung
Auf Gemeindeebene setzt sich der Stadtbezirk aus elf Straßenvierteln, sieben Großgemeinden und acht Gemeinden zusammen. 